# Monaco ai Giochi della XXX Olimpiade
Monaco ha partecipato ai Giochi della XXX Olimpiade di Londra, che si sono svolti dal 27 luglio al 12 agosto 2012, con una delegazione di 6 atleti.

## Atletica leggera
| Gara       | Atleta | Batterie     | Batterie     | Quarti | Quarti | Semifinali | Semifinali | Finale | Finale |
| Gara       | Atleta | Tempo        | Pos.         | Tempo  | Pos.   | Tempo      | Pos.       | Tempo  | Pos.   |
| ---------- | ------ | ------------ | ------------ | ------ | ------ | ---------- | ---------- | ------ | ------ |
| Brice Etès | 800 m  | Squalificato | Squalificato |        |        |            |            |        |        |

## Canottaggio
Maschile
| Atleta          | Evento  | Batterie | Batterie   | Ripescaggi | Ripescaggi | Quarti di finale | Quarti di finale | Semifinali | Semifinali | Finale                        | Finale                        |
| Atleta          | Evento  | Tempo    | Classifica | Tempo      | Classifica | Tempo            | Classifica       | Tempo      | Classifica | Tempo                         | Classifica                    |
| --------------- | ------- | -------- | ---------- | ---------- | ---------- | ---------------- | ---------------- | ---------- | ---------- | ----------------------------- | ----------------------------- |
| Mathias Raymond | Singolo | 6'58"60  | 3º         |            |            | 7'20"16          | 5º               | 7'38"17    | 3º CD      | Non qualificato - 6º Finale C | Non qualificato - 6º Finale C |

## Judo
Maschile
| Atleta        | Evento | Preliminari          | 16-esimi                 | Ottavi                     | Quarti di finale     | Semifinali           | 1º Turno ripescaggi  | Ripescaggi Quarti    | Ripescaggi Semifinali | Finale               |
| Atleta        | Evento | Avversario Risultato | Avversario Risultato     | Avversario Risultato       | Avversario Risultato | Avversario Risultato | Avversario Risultato | Avversario Risultato | Avversario Risultato  | Avversario Risultato |
| ------------- | ------ | -------------------- | ------------------------ | -------------------------- | -------------------- | -------------------- | -------------------- | -------------------- | --------------------- | -------------------- |
| Yann Siccardi | −60 kg |                      | Ali Khousrof V 0101–0012 | Arsen Galstyan P 0000–0100 | Non qualificato      | Non qualificato      | Non qualificato      | Non qualificato      | Non qualificato       | Non qualificato      |

## Nuoto e sport acquatici

### Nuoto
Femminile
| Atleta              | Evento      | Batteria | Batteria   | Semifinale      | Semifinale      | Finale          | Finale          |
| Atleta              | Evento      | Tempo    | Classifica | Tempo           | Classifica      | Tempo           | Classifica      |
| ------------------- | ----------- | -------- | ---------- | --------------- | --------------- | --------------- | --------------- |
| Angelique Trinquier | 100 m dorso | 1'10"79  | 45º        | Non qualificato | Non qualificato | Non qualificato | Non qualificato |

## Triathlon
Maschile
| Atleta      | Evento      | Nuoto  | Ciclismo | Corsa  | Totale    | Classifica |
| ----------- | ----------- | ------ | -------- | ------ | --------- | ---------- |
| Herve Banti | Individuale | 18'55" | 58'51"   | 33'44" | 1h 42'42" | 49º        |

## Vela
Maschile
| Atleta                | Evento | Regata | Regata | Regata | Regata | Regata | Regata | Regata | Regata | Regata | Regata | Regata | Punteggio | Classifica |
| Atleta                | Evento | 1      | 2      | 3      | 4      | 5      | 6      | 7      | 8      | 9      | 10     | 11     | Punteggio | Classifica |
| --------------------- | ------ | ------ | ------ | ------ | ------ | ------ | ------ | ------ | ------ | ------ | ------ | ------ | --------- | ---------- |
| Damien Desprat-Lerale | Laser  | 44     | 44     | 45     | 39     | 41     | 43     | 42     | 32     | 45     | 25     | EL     | 396       | 45ª        |